# St. Vincenz (Menden/Sauerland)

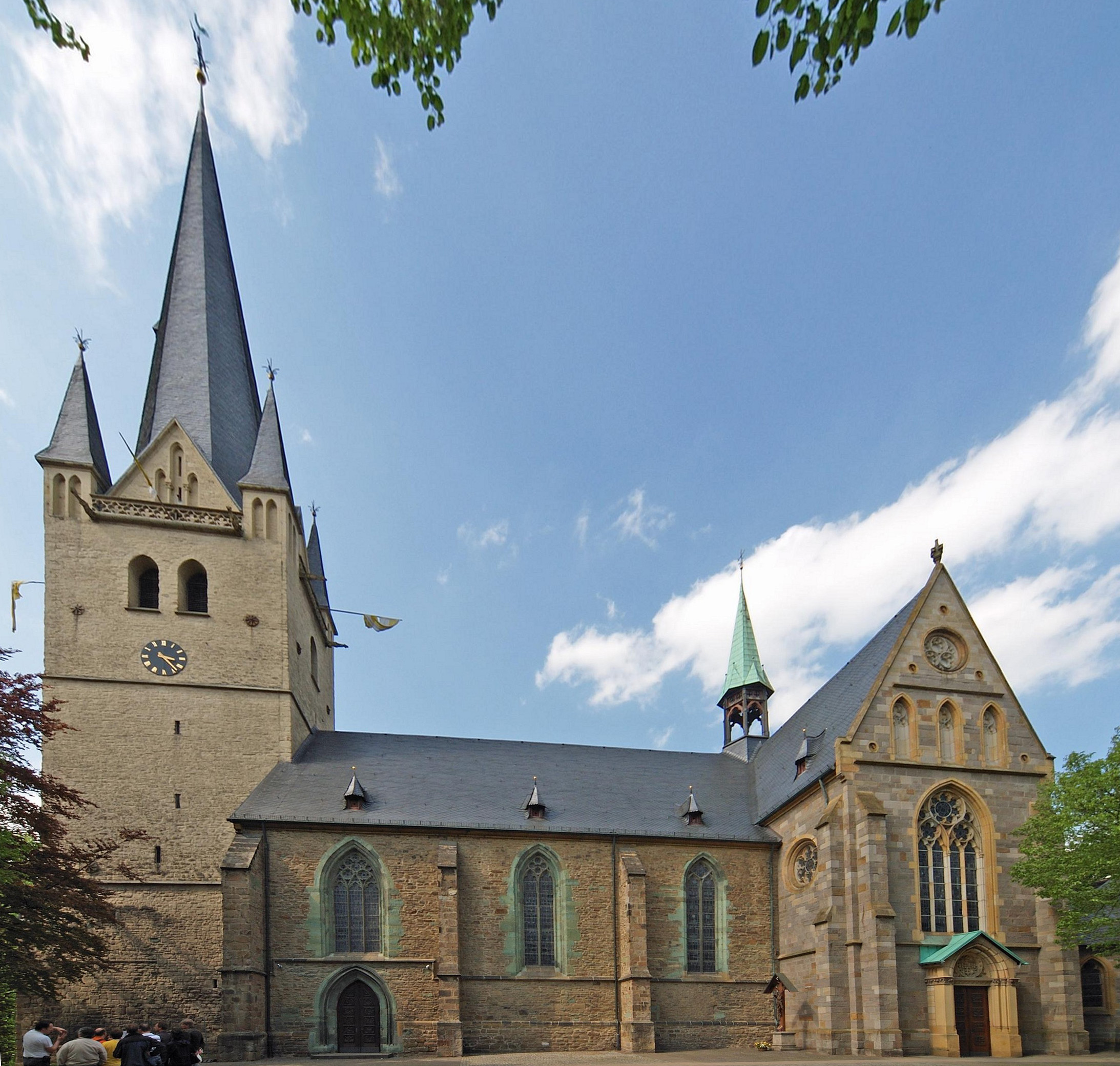
Gesamtansicht Südseite. Zu sehen sind der Turm, das gotische Kirchenschiff und das neugotische Querschiff

Die Pfarrkirche St. Vincenz ist ein Kirchengebäude der katholischen Kirche in Menden (Sauerland) und steht seit dem 3. März 1983 unter Denkmalschutz. Die Pfarrgemeinde gehört zum Dekanat Märkisches Sauerland.

## Geschichte
Die Gemeinde in Menden war eine der Urpfarreien im westfälischen Teil des Erzbistums Köln.
Geweiht ist die Kirche dem Heiligen Vincenz und der heiligen Walburga, die auch in der Pfarrkirche in Werl und im alten Stift Meschede verehrt wurde. Möglicherweise hat früher die Verehrung der Walburga vorgeherrscht, heute dominiert Vincenz.
Die Pfarrei erstreckte sich ursprünglich über Menden hinaus bis nach Hemer und jenseits der Ruhr bis nach Fröndenberg. Im Laufe des Mittelalters wurden zahlreiche Gemeinden abgepfarrt. Hemer etwa wurde zur Versorgung von Kloster Grafschaft bereits im 12. Jahrhundert abgetrennt. Aber die Mendener Pfarrer behielten gewisse Vorrechte, die mit der Durchsetzung der Reformation in der Grafschaft Mark, zu der Teile der Pfarrei gehörten, für die dort gelegenen Kirchen verloren gingen. Bis 1222 war der jeweilige Kölner Dompropst als Archidiakon Leiter des jährlichen Sendgerichts. Seit dem 15. Jahrhundert war dieses Recht in der Hand des jeweiligen Pfarrers.
Vor dem heutigen Kirchenbau bestanden ältere Bauten. Den Anfang machte wohl eine einfache Saalkirche. Im Jahr 1200 bestand ein romanischer Hallenbau.
Dieser wurde 1344 bei einem Überfall der Grafen von der Mark und von Arnsberg geplündert und stark beschädigt. Teile des älteren Kirchenbaus wurden in einen Neubau integriert.
Seit der zweiten Hälfte des 18. Jahrhunderts ist die Kirche Ausgangspunkt der Mendener Kreuztracht, einer Prozession zur Passionszeit.

## Architektur

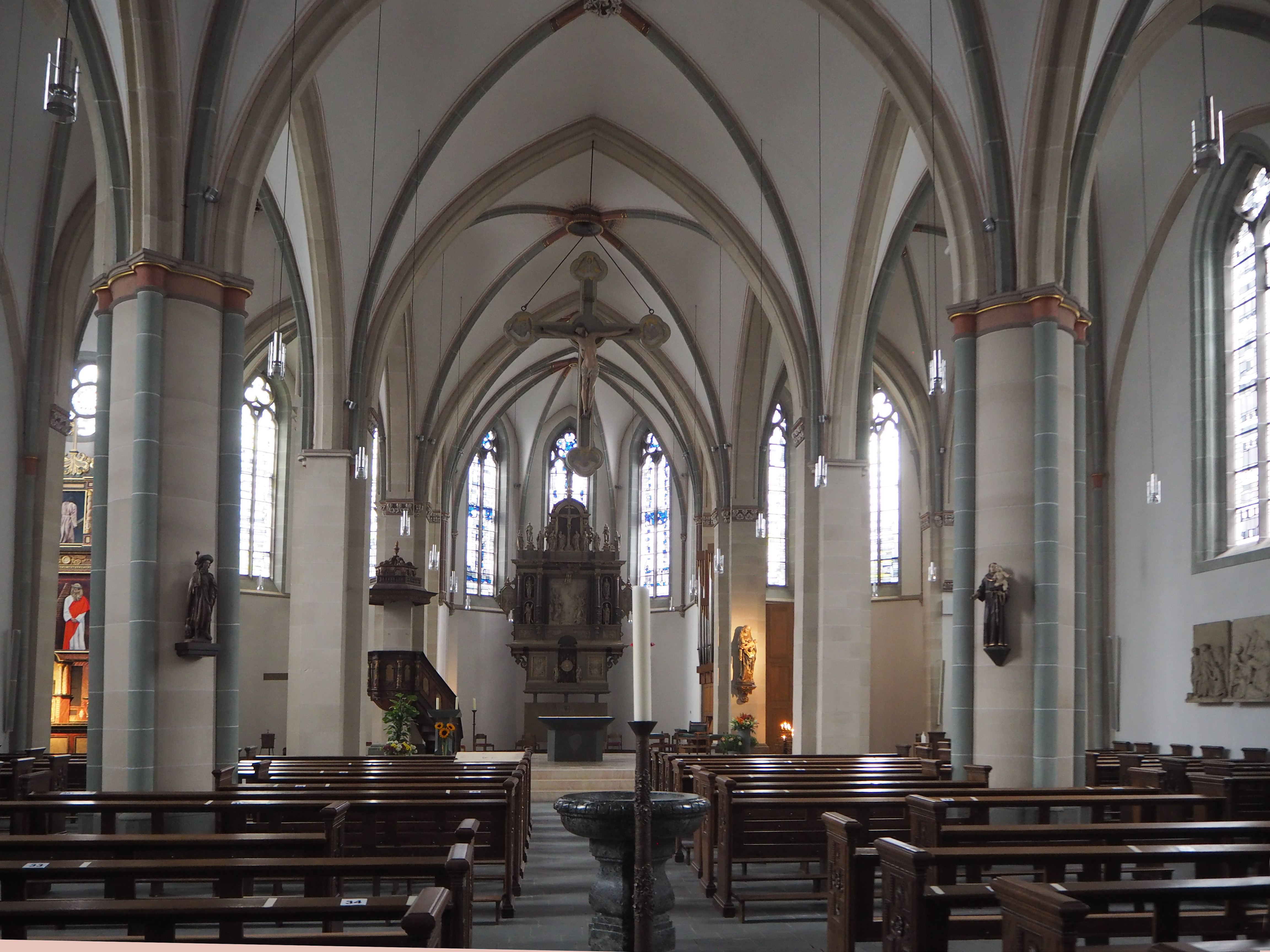
Kircheninneres nach Osten

Bei dem heutigen Bau handelt es sich im Kern um eine gotische Hallenkirche, die ab 1345 in der Amtszeit des Erzbischofs Walram erbaut wurde. Der älteste Teil der Kirche ist der Westturm, der im Kern noch auf das 14. Jahrhundert zurückgeht. Dieser diente auch als Wehrturm, äußeres Zeichen hierfür sind die schmalen Schießschartenöffnungen.
Das Kirchenschiff stammt aus dem 15. Jahrhundert. Die Kirche ist dreischiffig und dreijochig mit runden Säulen. Die Kirche hat ein Kreuzgewölbe mit Rippen und schön gearbeiteten Schlusssteinen. Die Fenster sind spitzbogig mit Maßwerk.
Der Baustil der Kirche ist in dieser Form im kurkölnischen Westfalen eher selten. Vergleichbar sind die St.-Johannes-Kirche in Attendorn und die St.-Georgs-Stadtkapelle in Arnsberg.
In den Jahren 1868 bis 1871 wurde die Kirche um Querschiff und Chor im spätgotischen Baustil durch den Architekten Fischer erweitert. Auch die Turmspitze wurde deutlich erhöht.
Die Farbgestaltung, die Kirchenfenster und die Raumaufteilung wurden insbesondere im 19. und 20. Jahrhundert mehrfach stark verändert. So wurden die expressionistischen Malereien von Wilhelm Remmes 1952 entfernt.
In den 1970er Jahren wurde das Innere unter dem Einfluss des Zweiten Vatikanischen Konzils durch den Architekten Heinrich Stiegemann in einem eher schlichten Stil umgestaltet. Unter anderem wurde der Altar in die Mitte der Vierung auf eine mehrstufige Altarinsel versetzt. Der ehemals höhere Chor wurde auf das Niveau des Kirchenschiffes gesenkt.

## Ausstattung
Das Innere enthält einen hölzernen Altar von 1628. Es handelt sich um einen Säulenaufbau mit Figuren und Reliefs.
Hinzu kommt eine Madonnenfigur aus bemalten Eichenholz. Sie stammt aus der Zeit um 1460 und ähnelt im Stil der 1942 zerstörten Madonna der Lübecker Marienkirche. Zur Ausstattung gehört auch ein gotisches Kreuz in Form eines Triumphkreuzes. Nicht mehr vorhanden ist ein gotischer Chorstuhl.
Vier Heiligenfiguren aus dem Barock sind 2009 an Säulen rund um das in der Mitte des Kirchenschiffs aufgestellte Taufbecken gruppiert, ursprünglich befanden sie sich an diversen anderen Stellen innerhalb des Kirchengebäudes.
Teile des ursprünglichen Hochaltars wurden im März 2009 im Stuhl des Kirchturms identifiziert. In der Turmkapelle befindet sich eine Kreuzigungsgruppe aus dem 18. Jahrhundert. Diese befand sich ursprünglich an der Heilig-Kreuz- oder St.-Antonius-Kapelle auf dem Rodenberg. Dort steht heute eine Kopie.

## Glocken
Bis 1917 hingen im Turm von St. Vincenz drei Bronzeglocken der Tonfolge des'-es'-f'. Die große Glocke war 1767 gegossen worden und dem Heiligen Michael geweiht. Die beiden kleineren Glocken wurden 1638 gegossen. 1917 wurde die große Glocke beschlagnahmt und eingeschmolzen. Die Glocken von 1638 blieben erhalten. 1924 goss die Gießerei Petit & Edelbrock in Gescher drei neue Glocken mit den Tönen des', as' und b'. 1942 wurden die vier großen Glocken eingeschmolzen, darunter auch die Glocken von 1638. Die b'-Glocke von 1924 durfte im Turm verbleiben. 1946 goss die Gießerei Junker in Brilon ein neues fünfstimmiges Bronzegeläut aus Briloner Sonderbronze. Die b'-Glocke wurde nicht in das neue Geläut integriert. Das neue Geläut erklingt in b°-des'-es'-f'-as' und fällt durch einen recht kurzen Nachhall auf. Auf der Westseite hängen am Turmhelm noch zwei alte Glocken für den Uhrschlag in des" (1768) und b" (15. Jahrhundert).

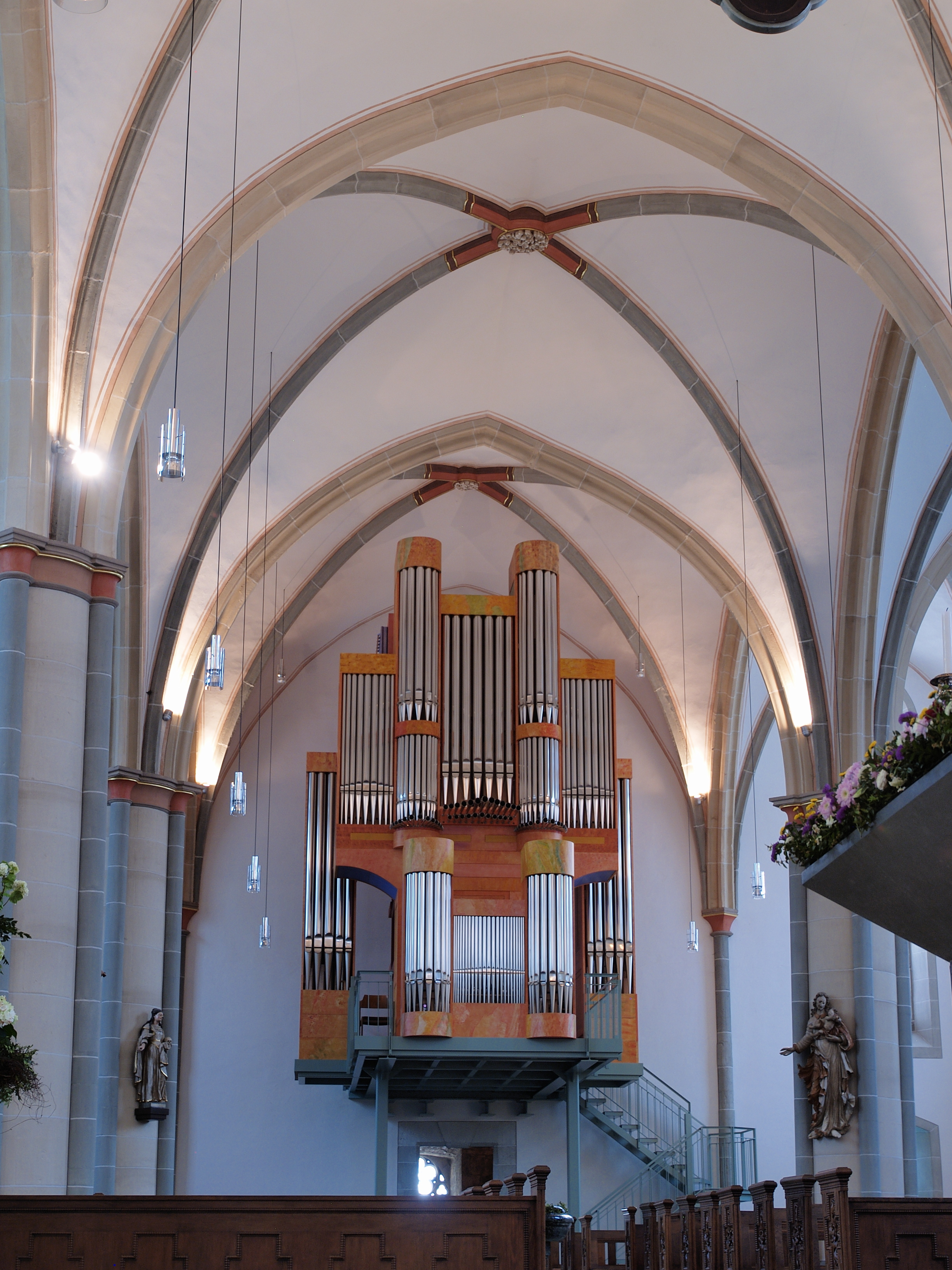
Orgelprospekt mit Rückpositiv

## Orgel
Eine erste Orgel wird in einem Ratsprotokoll im Jahr 1733 erwähnt. Ein Neubau erfolgte 1756 durch den Orgelbauer Balthasar König. Erweitert und umgebaut wurde dieser 1861, ehe 1896 eine neue Orgel angeschafft wurde. Nach einem Feuer wurde diese 1852 restauriert. Eine neue Orgel wurde 1970 angeschafft, die sich aber als störanfällig erwies. Im Jahr 2006 erfolgte die Aufstellung der aktuellen (2015) Orgel. Das Instrument aus der Orgelbauwerkstatt Martin Scholz (Mönchengladbach) hat 34 Register, drei Transmissionen (Pedal) und einen Vorabzug auf drei Manualen und Pedal. Die Spiel- und Registertrakturen sind mechanisch.
| I Rückpositiv C–a3 |                 |        |
| 01.                | Rohrflöte       | 08′    |
| 02.                | Principal       | 04′    |
| 03.                | Rohrflöte       | 04′    |
| 04.                | Principal       | 02′    |
| 05.                | Sesquialtera II | 02 ⁄3′ |
| 06.                | Quinte          | 01 ⁄3′ |
| 07.                | Cromorne        | 08′    |
|                    | Tremulant       |        |

| II Hauptwerk C–a3 |                          |        |
| 08.               | Bordun                   | 16′    |
| 09.               | Principal                | 08′    |
| 10.               | Harmonieflöte            | 08′    |
| 11.               | Salicional               | 08′    |
| 12.               | Octave                   | 04′    |
| 13.               | Koppelflöte              | 04′    |
| 14.               | Quinte                   | 02 ⁄3′ |
| 15.               | Superoktave (aus Nr. 17) | 02′    |
| 16.               | Cornett V (ab b0)        | 08′    |
| 17.               | Mixtur IV-V              | 02′    |
| 18.               | Trompete                 | 08′    |
| 19.               | Horizontaltrompete       | 08′    |

| III Schwellwerk C–a3 |                       |        |
| 20.                  | Holzprincipal         | 08′    |
| 21.                  | Doppelgedackt         | 08′    |
| 22.                  | Gambe                 | 08′    |
| 23.                  | Vox coelestis (ab c0) | 08′    |
| 24.                  | Principal             | 04′    |
| 25.                  | Traversflöte          | 04′    |
| 26.                  | Nasard                | 02 ⁄3′ |
| 27.                  | Octavin               | 02′    |
| 28.                  | Progressio V          | 02′    |
| 29.                  | Trompette harmonique  | 08′    |
| 30.                  | Fagott-Oboe           | 08′    |
|                      | Tremulant             |        |

| Pedal C–f1 |                   |         |
| 31.        | Kontrabass        | 16′     |
| 32.        | Subbass (= Nr. 8) | 16′     |
| 33.        | Quintbass         | 10 2⁄3′ |
| 34.        | Offenbass         | 08′     |
| 35.        | Bordun (= Nr. 10) | 08′     |
| 36.        | Octave (= Nr. 12) | 04′     |
| 37.        | Posaune           | 16′     |
| 38.        | Trompete          | 08′     |

- Koppeln:
  - Normalkoppeln: I/II, III/I, III/II, I/P, II/P, III/P
  - Superoktavkoppel: III/II
  - Suboktavkoppel: II/P
- Nebenregister: Schalenglocken (I), Zimbelstern, Gong, Glocke (Anschlag über Druck auf einen Registerzug)
- Anmerkung

1. ↑  Von C bis h0 in 4-Fuß-Lage (weite Mensur), ab c0 in 8-Fuß-Lage (enge Mensur).

Zusätzlich zur Hauptorgel existiert auch eine Chororgel mit zwei Manualen, bei der sieben Register auf Wechselschleife stehen. Diese stammt von der Firma Späth aus dem Jahr 1987 und stand bis 2005 in St. Raphael (Berlin).
| I Manual C–g3 |                    |        |   |
| 01.           | Principal          | 08′    |   |
| 02.           | Rohrflöte          | 08′    | W |
| 03.           | Oktave             | 04′    | W |
| 04.           | Blockflöte         | 04′    | W |
| 05.           | Nasat              | 03′    | W |
| 06.           | Tertia             | 1 3⁄5′ | W |
| 07.           | Flachflöte         | 02′    | W |
| 08.           | Mixtur IV          | 02′    |   |
|               | Quinte (aus Nr. 8) | 1 ⁄3′  |   |
| 09.           | Trompete           | 08′    | W |

| II Manual C–g3 |            |        |   |
| 02.            | Rohrflöte  | 08′    | W |
| 03.            | Oktave     | 04′    | W |
| 04.            | Blockflöte | 04′    | W |
| 05.            | Nasat      | 03′    | W |
| 06.            | Tertia     | 1 3⁄5′ | W |
| 07.            | Flachflöte | 02′    | W |
| 09.            | Trompete   | 08′    | W |

| Pedal C–f1 |                     |     |
| 10.        | Subbass             | 16′ |
| 11.        | Gedecktbass         | 08′ |
| 12.        | Hintersatz V        | 04′ |
|            | Oktave (aus Nr. 11) | 04′ |
| 13.        | Fagott              | 16′ |

- Koppeln: II/I, I/P, II/P
- Anmerkung

W = Register auf Wechselschleife